# Trivandrum International Stadium
Le Trivandrum International Stadium (en malayalam : തിരുവനന്തപുരം ഗ്രീൻഫീൽഡ് സ്റ്റേഡിയം), et (en hindi : ग्रीनफील्ड इंटरनेशनल स्टेडियम) ou Greenfield Stadium est un stade omnisports situé à Thiruvananthapuram, dans l'État du Kerala en Inde.
Il accueille les matchs du Kerala Blasters Football Club.

## Histoire
Ouvert en 2015, il peut accueillir 50,000 spectateurs.
Outre le football, le stade accueille des matchs de cricket.